# Archidiocèse de Braga

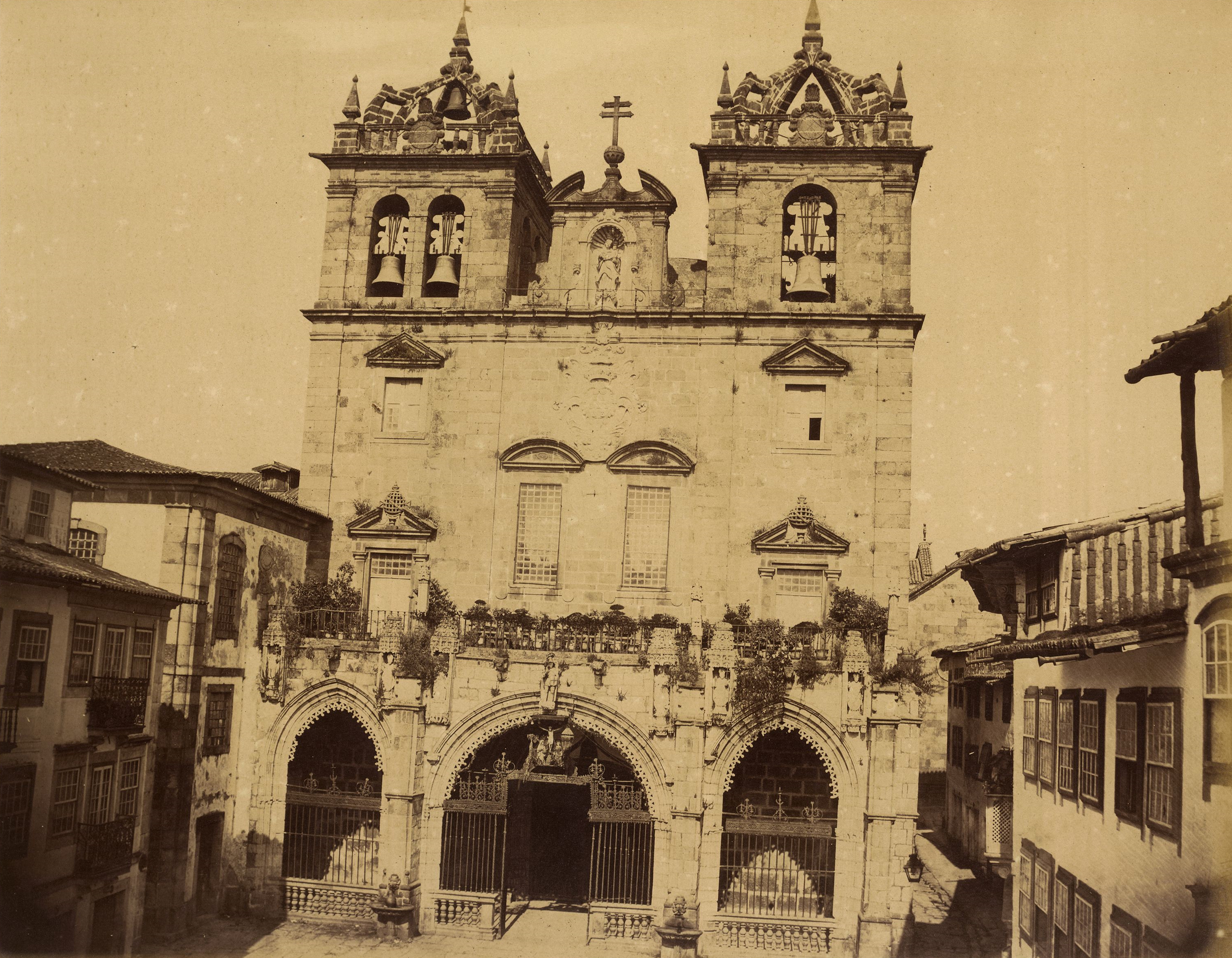
La cathédrale de Braga, milieu du XIX.

L'archidiocèse de Braga est un siège métropolitain de l'Église catholique au Portugal. Il a été érigé comme diocèse au IVe siècle et élevé au rang d'archidiocèse au XIIe siècle.
Le siège archiépiscopal se trouve à la cathédrale de Braga.

## Évêques de Braga
La plupart des évêques de Braga sont légendaires et cela est indiqué par un astérisque (*), d'autres sont reconnus comme archevêques par l'archevêché de Braga et cela est indiqué par deux astérisques (**) :
1. San Pedro de Rates (45-60) *
2. Basilio (60-95) *
3. Santo Ovídio (95-130) *
4. Policarpo (130-200) *
5. Serfriano (200-230) *
6. Fabián (230-245) *
7. Félix (245-263) *
8. Secundo (263-268) *
9. Caledonio (268-270) *
10. Narciso (270-275) *
11. Paterno I (275-290) *
12. Grato (290-299) *
13. Salomón (299-300) *
14. Sinagrio (300-326) *
15. Lenoncio (326-328) *
16. Apolonio (328-366) *
17. Idacio I (366-381) *
18. Lampadio (381-400) *
19. Paterno II (400-405), premier évêque attesté car connu par sa participation au premier concile de Tolède[1]
20. Profuturo I (405-410) *
21. Pancraciano (410-417) *
22. Balconio (417-456)
23. Valerio (456-494) *
24. Idacio II (494-518) *
25. Apolinario (518-524) *
26. Castino (524-525)*
27. Valério (525-527) *
28. Ausberto (527-537) *
29. Xulián I (537-538) *
30. Profuturo II (538-550)
31. Eleuterio (550-561) *
32. Lucrecio (561-562)
33. Martiño de Dumio, (562-579)
34. Pantardo (580-589)
35. Benigno (589-612) *
36. Tolobeu (612-633) *
37. Xulián II (633-653)
38. Potamio (653-656)
39. San Frutuoso de Braga (656-660)
40. Manucino (660-661) *
41. Pancracio (661-675) *
42. Leodegísio Julião ou Leodecísio Julião (675-678)
43. Liúva (678-681)
44. Quirico (681-687) *
45. Faustino (688-693)
46. San Félix Torcato (693-734), dernier évêque en résidence à Braga jusqu'en 1070, à cause de la conquête musulmane de l'Hispanie. Ses successeurs se sont installés à Lugo
47. San Vítor de Braga (734-736)
48. Eronio (736-737) *
49. Hermenexildo (737-738) *
50. Tiago (738-740) *
51. Odoario (740-780)
52. Ascárico (780-811) *
53. Arximundo (821-832) *
54. Nostiano (832) *
55. Ataúlfo (832-840)
56. Ferdizendo (840-842) *
57. Dulcidio (842-850) *
58. Gladila (850-867)
59. Gomado (867-875) *
60. Flaviano Recaredo (875-881)
61. Flaiano (881-889) *
62. Arximiro (889-910) *
63. Teodomiro (910-924) *
64. Hero (924-930)
65. Silvatano (930-942) *
66. Gundisalvo ou Gonzalo (942-950)
67. Hermenexildo (951-985)
68. Pelagio ou Paio (986-1003) **
69. Diogo ou Tiago (1003-1004) **
70. Flaviano (1004-1017) **
71. Pedro (1017-1058) **
72. Maurelo (1058-1060) **
73. Sigefredo (1060) **
74. Vistrario (1060-1070) **

## Archevêques de Braga
Liste des archevêques de Braga reconnus par l'Église :
- Paio — 986
- Diogo — 1003
- Flaviano — 1004
- Pedro — 1017
- Maurello — 1058
- Sigefredo — 1060
- Vistrário — 1060
- D. Pedro — 1070
- S. Geraldo — 1096
- D. Mauricío Burdino  — 1109
- D. Paio Mendes — 1118
- D. João Peculiar — 1138
- D. Godinho — 1175
- D. Pedro — 1181
- D. Martinho Pires — 1189
- D. Pedro Mendes — 1209
- D. Estevão Soares Da Silva — 1212
- D. Sancho — 1226
- D. Silvestre Godinho — 1229
- D. Gualtério — 1240
- D. João Egas — 1245
- D. Sancho — 1251
- D. Martinho Geraldes — 1265
- D. Pedro Julião — Pape  — 1273
- D. Sancho — 1275
- D. Ordoño Alvares — cardinal — 1275
- D. Fr. Tello — 1279
- D. Martinho pires de Oliveira — 1295
- D. João Martins de Soalhães — 1313
- D. Gonçalo Pereira — 1326
- D. Guilherme de la Garde — 1349
- D. João de Cardaillac — primat — 1361
- D. Vasco — 1371
- D. Lourenço Vicente — 1374
- D. João Garcia — 1397
- D. Martinho Afonso de Miranda — 1398
- D. Fernando da Guerra — 1416
- D. Luis Pires — 1468
- D. João de Melo — 1481
- D. João Galvão — 1482
- D. Jorge da Costa — 1486
- D. Jorge da Costa — connu aussi comme Cardeal Alpedrinha (Alpedrinha est une paroisse - Freguesia de Fundão ) — 1501
- D. Diogo de Sousa — 1505
- D. Henrique — infant et cardinal-roi — 1533
- D. Fr. Diogo da Silva — 1540
- D. Duarte — infant — 1542
- D. Manuel de Sousa — 1545
- D. Frei Baltasar Limpo — 1550
- D. Frei Bartolomeu dos Mártires — 1559 (bienheureux dominicain)
- D. João Afonso de Menezes — 1582
- D. Frei Agostinho de Jesus — 1588
- D. Frei Aleixo de Menezes — 1612
- D. Afonso Furtado de Mendonça — 1619
- D. Rodrigo da Cunha — 1627
- D. Sebastião de Matos de Noronha — 1636
- D. Veríssimo de Lencastre — cardinal — 1671
- D. Luiz De Sousa — 1677
- D. José de Menezes — 1692
- D. João de Sousa — 1696
- D. Rodrigo de Moura Teles — 1704
- D. José de Bragança — 1741
- D. Gaspar de Bragança — 1758
- D. Frei Caetano Brandão — 1790
- D. José da Costa Torres — 1807
- D. Frei Miguel da Madre Deus — 1815
- D. Pedro Paulo de F. Cunha e Melo — cardinal — 1843
- D. José Joaquim de Azevedo F. Moura — 1856
- D. João Crisóstomo de Amorim Pessoa — 1876
- D. António José de Freitas Honorato — 1883
- D. Manuel Baptista da Cunha — 1899
- D. Manuel Vieira de Matos — 1915
- D. António Bento Martins Júnior — 1932
- D. Francisco Maria da Silva — 1963
- D. Eurico Dias Nogueira — 1977
- D. Jorge Ferreira da Costa Ortiga — 1999
- D. José Manuel Garcia Cordeiro - 2021